# ميكائيل سامويلسون
ميكائيل سامويلسون (بالسويدية: Mikael Samuelson)‏ هو مغني أوبرا ومغني وملحن وممثل سويدي، ولد في 9 مارس 1951 في السويد.

## وصلات خارجية
- ميكائيل سامويلسون على موقع IMDb (الإنجليزية)
- ميكائيل سامويلسون على موقع ميوزك برينز (الإنجليزية)
- ميكائيل سامويلسون على موقع أول ميوزيك (الإنجليزية)
- ميكائيل سامويلسون على موقع ديسكوغز (الإنجليزية)
- ميكائيل سامويلسون على موقع قاعدة بيانات الفيلم (الإنجليزية)